# لندن مرکزی

لندن مرکزی

لندن مرکزی (انگلیسی: Central London) منطقه و بخش مرکزی شهر لندن است.
هر چند تعریف مناسبی از مساحت این منطقه وجود ندارد اما بخش اصلی شهر لندن که براساس طرح سال ۲۰۱۱ می‌باشد جز لندن مرکزی محسوب می‌شود، بر پایه این طرح منطقه کمدن لندن، منطقه ایزلینگتون لندن، منطقه سلطنتی کنزینگتون و چلسی، منطقه لمبت لندن، منطقه سات‌ارک لندن، شهر وست‌مینستر و سیتی لندن در لندن مرکزی قرار دارند.